# هاوی ویلیامز
هاوی ویلیامز (انگلیسی: Howie Williams؛ زاده ۲۹ اکتبر ۱۹۲۷ درگذشته ۲۵ دسامبر ۲۰۰۴) یک بازیکن بسکتبال اهل ایالات متحده آمریکا بود.